# Love Game (serie televisiva)
Love Game è un dorama primaverile in 13 puntate prodotto da Nippon Television andato in onda nel 2009 su Yomiuri TV.

## Trama
Si tratta di un gioco, ma al vincitore saranno assegnati la bellezza di 100 milioni di yen: chi riuscirà a superare tutte le prove e gli ostacoli riguardanti il gioco d'amore? Sarà la bella e misteriosa Sae a condurre la disfida e a monitorare i concorrenti.
I compiti da assolvere per poter esser considerati dei perfetti amatori sono vari e difficili: consistono tra l'altro anche nel riuscire a far firmare le carte del divorzio alla moglie entro brevissimo tempo e nel rubare il fidanzato alla propria migliore amica.

## Protagonisti
- Yumiko Shaku - Himuro Sae (organizzatrice del gioco)
- Yuki (ゆき) - Wakasugi Yumi (una donna misteriosa che ad ogni episodio assume una differente identità): ep01: amante di Koichi; ep02: giovane collega di Yukie: ep03: una modella Aoi; ep04: amica del cuore di Rena; ep05: collega di lavori di Miyu; ep06: Tsuruta Ayumi; ep07: un hostess; ep08: una cameriera; ep09: amica di Honami, Haruka; ep10: un OL; ep11: fidanzata di Tomoki; ep12: agente immobiliare; ep13: collega di lavoro di Moe.
- Kazuma Mori (森一馬) - Kuromiya (voce dello sponsor)

### Ospiti
- Shun Shioya - Takizawa Koichi (epi1)
- Hiromi Kitagawa - Takizawa Yuko
- Waka Inoue - Ito Yukie (epi2)
- Satoshi Matsuda - Takamizawa Kazuhiro
- Tetsuya Makita - Ando Takashi
- Taro Omiya - Osakabe Kenichiro
- Sarutoki Minagawa (皆川猿時)
- Ami Suzuki - Yayoi Tsubaki (epi3)
- Yuri Nakamura - Shijo Sayuri
- Ryosei Konishi - Shinozaki
- Tamao Sato - Sakurai Kyoko (epi4)
- Kenki Yamaguchi (山口賢貴) - Mayama Shota
- Kaede Shinohara (篠原楓) - Sekiguchi Rena
- Bozuko Masana (正名僕蔵) - Yasumoto Haruyuki
- Yui Ichikawa - Natsukawa Miyu (epi5)
- Shinjiro Atae - Akiyama Haruki
- Noriko Aoyama - Terachi Junko (epi6)
- Terunosuke Takezai - Naganuma Shuhei
- Hiroshi Matsunaga - a police detective
- Sakura as Aizawa Kaoru (epi7)
- Saori Takizawa - Iwamizawa Sanae
- Gamon Kaai - Iwamizawa Toru
- Yūma Ishigaki - Hidekatsu (epi8)
- Ayumi Kinoshita - Ayuba
- Joji Shibue - Ryuji
- Aki Kawamura - Miwako
- Mirei Kiritani - Otsuka Honami (epi9)
- Jirō Satō - Imaoka Yasuyuki
- Mayumi Sato (佐藤真弓) - Imaoka Tokue
- Toru Kugasawa (久ヶ沢徹) - Otsuka Kazuhisa
- Shinji Hiwatashi
- Matsuri Miyatake
- Tetsuro Degawa - Suzuki Ichiro (epi10)
- Mika Hijii - Kano Rieko
- Yoshiko Inoue - Tamura Mutsumi
- Yusuke Kirishima - Yabe Takashi
- Erika Mabuchi - Uchida Asumi (epi11)
- Haru Aoyama - Kawahara Kyosuke
- Marika Shinoda - Ryuko
- Hitoe Otake - Suzuki Midoriko
- Aya Kunimoto - Megumi
- Daiki - Tomoki
- Maju Ozawa - Endo Maki (epi12)
- Tsuyoshi Hayashi - Endo Takeshi
- Narumi Konno - Ono Shinobu
- Kenji Harada - Ono Yohei
- Niriko Iriyama - Shimizu Moe
- Hirofumi Araki - Aoyagi Hayato
- Kurume Arisaka - Kaneda Ayaka
- Goro Oishi - Kaneda Takaaki

## Episodi
1. If I can get my wife to sign the divorce papers within eight hours, 100 million yen
2. If I can marry within a week, 100 million yen
3. f I can steal my friend's boyfriend twelve hours after tomorrow's wedding ceremony, 100 million yen
4. If I can tempt a student within a week, 100 million yen
5. If I can say "Let's break-up" to my boyfriend within ten days, 100 million yen
6. If I let myself, who is homeless, propose to someone within a week, 100 million yen
7. If I can rob the husband of my older sister within five days, 100 million yen
8. If I let another guy embrace my girlfriend and get back together with her in a week, 100 million yen
9. If I leave the housework to a man and come back after a week, 100 million yen
10. If an unpopular man becomes popular and can embrace a woman in three days, 100 million yen
11. If I cancel my divorce within 24 hours, 100 million yen
12. If my wedding pushed through with the lover whom I betrayed, 100 million yen
13. If I can regain my past memory that I lost, LOVE GAME Clear